# Шакья Шри
Шакья Шри — название традиции в линии передачи Друкпа Кагью, Римэ и Рипа, а также имя одного из буддийских тибетских махассидхов.
Друбванг Шакья Шри (1853—1919, на тибетском: གྲུབ་དབང་ཤཱཀྱ་ཤྲཱི་ Śākya Śrī, Shakya Shri) более известный также как Тогден Шакья Шри (Джнана) или под именем Тогден из Другу — основатель йогического ордена Шакья Шри в традиции Друкпа Кагью. Тогден Друбванг Шакья Шри также является одним из отцов-основателей новых традиций в тибетском буддизме Ваджраяны: Римэ и Рипа, а также своей собственной линии передачи внутри традиции Друкпа Кагью.

## Рождение Шакья Шри
Шакья Шри родился в кочевой тибетской семье из клана Нару в 1853 году. Легенды о его жизнеописании говорят о том, что Великий Йогин родился в священном для тибетцев месте: Лхадраг Перна Янгдзонг (Lhadrag Perna Yangdzong), рядом с Другу (откуда и пошло второе народное прозвище йогина: Тогден из Другу). Это место находится в Восточном Тибете в провинции Чамдо. Родители Тогдена отличались хорошим характером и духовной практикой. Когда ребенок родился у них были знамения, а тело ребенка было отмечено особыми знаками о предстоящей духовной реализации.

## Детство Шакья Шри
Согласно жизнеописанию и легендам, стремление к духовным наукам и самосовершенствованию проявилось у будущего йогина еще в раннем детстве в виде игр и встречи с реальной Дакини.

## Духовный путь Шакья Шри

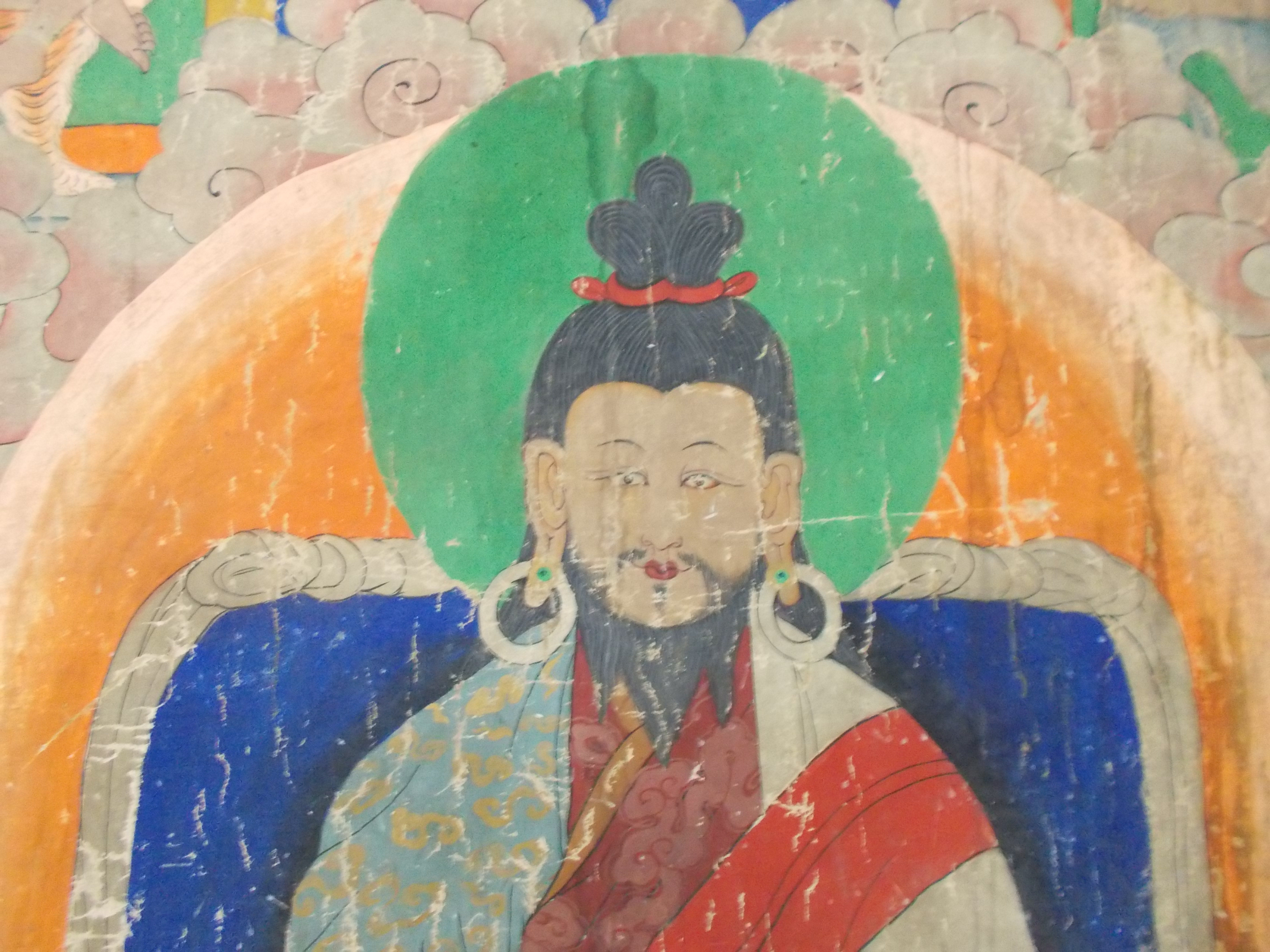
Друбванг Шакья Шри

Тогден Шакья Шри очень рано еще в детстве начал свой духовный путь — в столовой (монастыря Другу) днем работая поваром для монахов, ночью же практикуя тайно наставления своих мастеров. Благодаря упорству и настойчивой практике, а также благоприятной встрече с мастерами тибетского буддизма (из традиции Кагью и Ньингма) он стал великим мастером Дхармы и известным буддийским деятелем Гималаев, реализовавшим плод Дзогчен (Дзогпаченпо) и Махамудры.
История жизни Тогдена Шакья Шри повествует о том, как он работал на конюшне — простым конюхом, а также делал все работу по дому у своего учителя Кхамтрула Ринпоче, перед тем как встретился с другим своим учителем йогином Цокньи.
Встреча произошла во время закрытых для мирян учений, которые давались только специально для лам и йогинов. Уже во время первой встречи Гуру Цокньи Ринпоче предвещал мальчику великое будущее духовного мастера.

### Учителя Тогдена Шакья Шри
Тогден Шакья Шри учился у учителе различных школ включая: Сакья, Ньингма, Друкпа Кагью и Карма Кагью. Среди его учителей были очень известные буддийские мастера такие как:
- Джамгон Мипам Гьяцо (1846 −1912)
- Джамьянг Кхьенце Вангпо (1820—1892)
- Шестой Джамгон Конгтрул (Тенпе Нима)
- Адзом Друкпа
- Первый Друбванг Цонкньи Ринпоче (Пема Дриме Озер)

## Последователи Тогдена Шакья Шри
Последующая известность и йогическая практика Тогдена Шакья Шри способствовало созданию различных ретритных центров практики традиции Шакья Шри Друкпа Кагью в удаленных и труднодоступных районах Гималаев таких как: Бутан, Непал, Ладакх, Сикким, Лахоул и Спити.

#### Линия «Кости и Крови» Шакья Шри
Линия «Кости и Крови» в ордене Шакья Шри сформировалась на осове брачных уз с различными кланами из тибетского общества, что дало очень мощное начало для развития тайных знаний и опыта традиции внутри семьи, а также формирование клана Шакья Шри из сознательных перерожденцев — тулку. Линия «Кости» существует до сих пор и нашла свое продолжение на Западе среди правнуков и праправнуков йогина Друбванга Шакья Шри.

##### Прямые потомки (дети) Тогдена Шакья Шри
В семье Тогдена Друбванга Шакья Шри Джнаны было 10 детей (из них 6 сыновей Тулку и 4 дочери, которые были выданы замуж за влиятельных тибетцев) и две жены. И еще большее и впечатляющее количество потомков: внуков и правнуков, праправнуков.

##### Линия «Кости и Крови» сыновья Шакья Шри
1. Тулку Ринчен Кунден
2. Тулку Ригзин Цеванг Джигмэ
3. Тулку Кунлха Тендзин
4. Тулку Цеванг Ринчен
5. Тулку Пхагчог Дордже
6. Тулку Нгаванг Чоинг

##### Линия «Кости и Крови» дочери Шакья Шри
Падма Лхамо

##### Апо Ринпоче

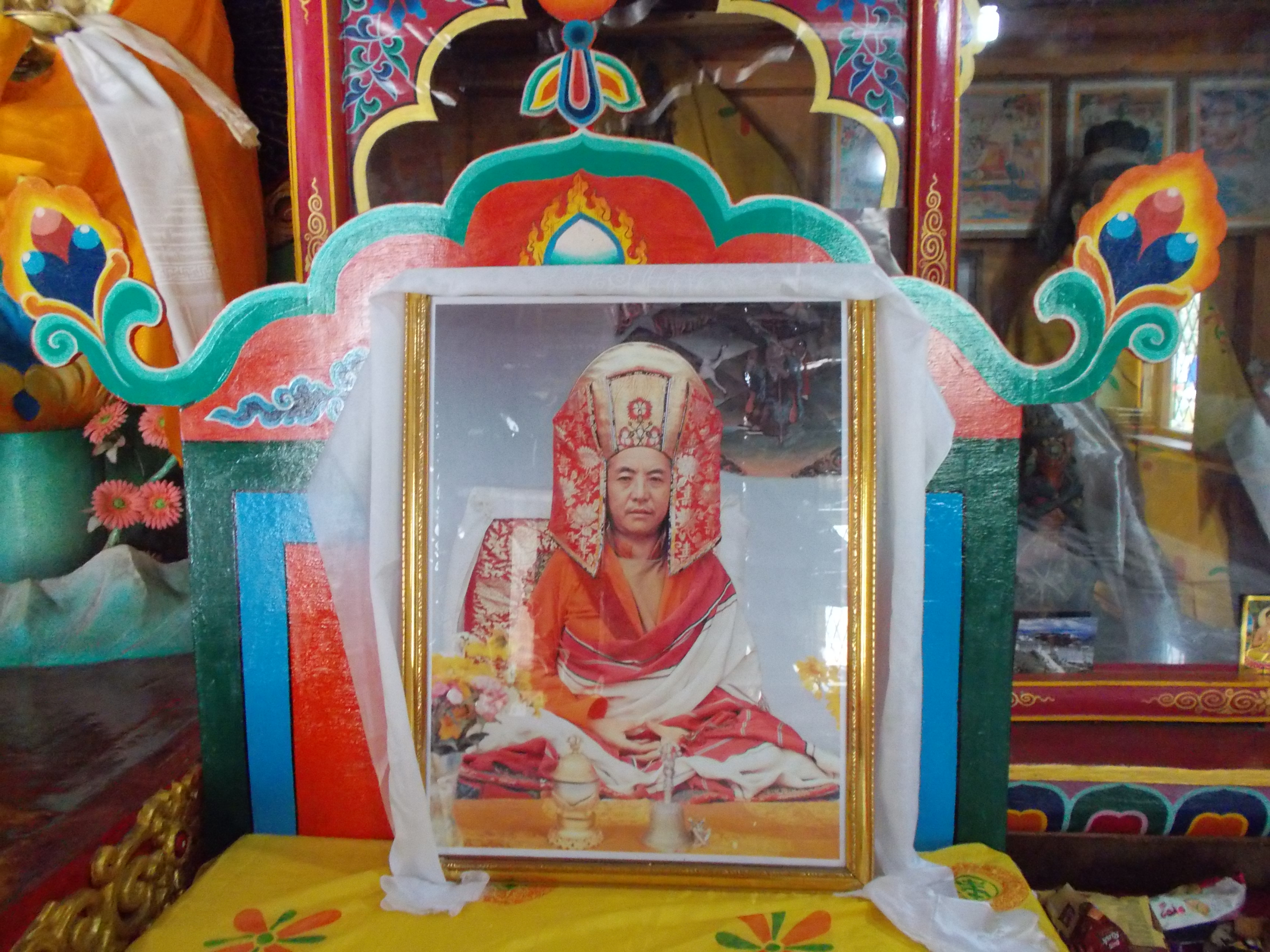
Апо Еше Рангдрол Ринпоче — монастырь Карданг, традиция Шакья Шри Друкпа Кагью

Лама Кьябдже Апо Ринпоче Еше Рангдрол (Apho RinpocheYeshe Rangdrol) — внук Тогдена Шакья Шри.
Потомки Апо Ринпоче активно продолжали и продолжают по сей день семейную традицию «Кости и Крови» Шакья Шри, даруя обширные и тайные учения Ваджраяны в духе линии Шакья Шри Друкпа Кагью.
Нгаванг Гелек Намгьял (Сей Ринпоче) — признанное перерождение ладакхского ламы и йогина Трипон Пема Чогьял.
Кхандро Тринлай Чодон Ринпоче — супруга покойного Его Святейшества Шабдрунг Ринпоче — Джигме Нгаванг Намгьял (на тибетском: ཞབས་དྲུང་, Jigme Ngawang Namgyal, 1955—2003)

#### Неродственная линия передачи Шакья Шри
Неродственная линия передачи ордена Шакья Шри возникла непосредственно через прямых учеников и последователей Тогдена в Сиккиме, Ладакхе, Тибете, Бутане, Лахоуле. Первыми основными держателями йогической передачи (вне линии «Кости и Крови») являлись:
бутанский Лама Друбванг Зангпо (1888—1984, дедушка известного ламы и активиста буддизма Дзонгсара Кхьенце Ринпоче), а также ладакхский Трипон Пема Чогьял (1876—1958, Сей Ринпоче, сын Апо Ринпоче является его признанной реинкарнацией).
Ныне линия неродственной передачи получила свое активное распространение среди учеников Сей Ринпоче и Кхандро Тринлай Чодон не только в Азии (Индия, Тибет, Бутан), но на Западе в таких странах как: Россия, Австралия, Новая Зеландия, Болгария, Польша.
В России среди активных последователей традиции Шакья Шри проявляется Гуру Анандагарбха.

#### Ученики Тогдена Шакья Шри
1. Третий Кхаток Ситу — Оргьен Чокьи Гьяцо (1880—1925)
2. Друкчен Мипам Чокьи Вангпо
3. Адзом Друкпа
4. Друкпа Йонгдзин Ринпоче
5. Ладакский Трипон Пема Чогьял
6. Терсей Тулку
7. Лама Сонам Зангпо
8. Кунлха Тендзин
9. Сонам Гьялцен
10. Лама Монлам Рабдзанг
11. Нгаванг Тендзин Гьяцо
12. Пятый Пецелинг Ринпоче — Кунзанг Тринлэ Намгьел

## Связь Шакья Шри с другими традициями
Тогден Шакья Шри оказал влияние на все традиции тибетского буддизма Ваджраяны, благодаря активной йогической деятельности и основании ретритных центров для практики в Гималаях. Среди основных традиций, на которые он оказал влияние были: Каньинг, движение Римэ, Рипа.

### Друкпа Кагью
Гуру Шакья Шри был учителем одного из влиятельных деятелей школы Друкпа Кагью — ЕС Гьялванга Друкпа (Друкчен Мипхам Чокьи Вагпо — Drukchen Mipham Chokyi Wangpo).

### Ньингма
Мипам Ринпоче был учителем Шакья Шри и учеником Кхьенце Вангпо получившим полную передачу Кама и Терма и другие важные учение школы Ньингма.

### Риме
Йогин и тертон Шакья Шри является одним из основателей несектарного подхода к пониманию тибетского буддизма, а также отцом-основателем традиции Римэ (внесектарный буддизм).

### Рипа
Рипа является одной из важных йогических традиций, где йогин Шакья Шри является одним из отцов-основателей традиции, вместе с тем, связанный с традицией родственными узами т.к. Кьябдже Намка Дриме — глава линии РИПА является прямым потомком Шакья Шри, он — правнук Тогдена Шакья Шри.

## Терма Тогдена Шакья Шри
В тибетском буддизме существует особенная линия передачи текстов и практик — она известна как линия Тэрма (терма), основоположником этой традиции в Тибете и первым тертоном считается Гуру Ринпоче (Падмасамбхава). Однако одним из таких тертонов, носителей сокровищ ума считается и Шакья Шри, который извлек комментарии к текстам, практикам и учениям из Сокровищницы собственного просветленного сознания.

## Варианты имени Тогдена Шакья Шри
Каждый учитель Шакья Шри, как это принято в тибетском буддизме, при посвящении давал ему новое имя. Однако Шакья Шри прославился именно под этим именем.
В народе Тогдена Шакья Шри звали по-разному: от неприятного и непочтительного вроде: Грязный Йогин, до вполне уважительных и почитаемых имен-прозвищ: Тогден из Другу, Владыка Йогинов, Владыка Сиддхов, Великий Реализованный Мастер.

## Реинкарнации Тогдена Шакья Шри
Среди предыдущих реинкарнаций (перерождений) Тогдена Шакья Шри, исходя из жизнеописания великого мастера, проявились много очень важных учителей буддизма Ваджраяны, это такие известные в Тибете и в Индии личности как:
В Индии
1. Брамин Сараха
2. Митрайогин (проявление бодхисаттвы Авалокитешвары)
3. Махасиддха Наропа

В Тибете
1. Ригдзин Дордже Дуджом
2. Нгамдзонг Бодхираджа (ученик Джецуна Миларепы)
3. Лингчен Репа (ученик мастера Дрогон Пхагмо Друпа)
4. Ньягре Сиво (мастер Кагью — Ринчен Гьялцен)
5. Кунпанг Авадхутипа Шераб Гьяцо
6. Амкар Лхьенкье Дордже
7. Денма Чангтра (Денма Юлгьял Тхого)